# The Upsetters (Verenigde Staten)
The Upsetters was een Amerikaanse rock-'n-rollband, die bekend werd als liveband van Little Richard.

## Bezetting
Oprichters
- Charles 'Chuck' Connor (drums)
- Wilbert 'Lee Diamond' Smith (tenorsaxofoon)
- Danny Carmichael (tenorsaxofoon, 1954)
- Thomas Harwell (gitaar, 1954)
- Luke 'Fats' Gonder (piano, 1954)
- Jimmy Rice (bas, 1954)

Voormalige leden
- Grady Gaines (tenorsaxofoon, vanaf 1956)
- Clifford Burks (tenorsaxofoon, rondom 1956)
- Jewell Grant (baritonsaxofoon, rondom 1956)
- Nathaniel Douglas (gitaar, rondom 1956)
- Olsie Robinson (bas, rondom 1956)
- Joe Hughes (gitaar, 1963)
- Milton Hopkins (gitaar, 1960)
- Richard Roy (saxofoon, 1960)
- Emile Russell (drums, 1960)

## Geschiedenis

### Als Little Richards liveband
Na zijn eerste, weinig succesvolle opnamen bij RCA Records en Peacock Records stelde Little Richard in 1954 The Upsetters samen als nieuwe liveband, die The Tempo Toppers vervingen. Het repertoire bestond uit coverversies van rhythm-and-blues-songs, enkele bluesnummers, die Little Richard al had uitgebracht, en nieuwe, harde en snelle rhythm-and-blues-songs als Tutti Frutti, die tijdens uitgebreide tournees werden uitgevoerd in de zuidelijke staten. Toen Little Richard in september 1955 naar New Orleans ging om voor Specialty Records opnamen te maken en hem daar de gerenommeerde studioband Matassas ter beschikking werd gesteld, betwisten The Upsetters de overige, al besproken tourneedatums met de jonge James Brown als zanger. Ook Otis Redding, die net als Little Richard uit Macon afkomstig was, toerde een poos met The Upsetters.
Nadat Little Richard met zijn singles succes had, vroeg hij labelbaas Art Rupe The Upsetters als begeleidingsband ook in de studio, daar hij ze gelijkwaardig achtte aan de sessiemuzikanten in New Orleans. Aldus ontstonden met The Upsetters enkele hitsingles, waaronder Lucille en Keep A-Knockin' . Ook de vele concerten werden met deze formatie afgewerkt. Nadat Little Richard tijdens een tournee door Australië in de zomer van 1957 had besloten om de rock-'n-roll vaarwel te zeggen om priester te worden en als bewijs voor de ernst van zijn voornemen voor de ogen van de band zijn meerdere duizend dollar waardevolle ringen in een rivier gooide, waren The Upsetters weer op zichzelf aangewezen.

### Als Grady Gaines' Upsetters
De tenorsaxofonist Grady Gaines nam de leiding van de band over, die vanaf begin 1958 weer enkele singles inspeelde. Voor de studio-opnamen bij Little Star Records uit 1960 in New York belastte Little Richard zich met de toetsen en de microfoon, maar wenste omzichtigheid vanwege zijn religieuze situatie en wilde dus niet worden genoemd. Bovendien fungeerden The Upsetters als begeleidingsband van verschillende artiesten als Don Covay, Leonard Carbo, Dee Clark, Lester Robertson, Chico Booth en Mr. Wiggles, alsook voor een soloproject van de tenorsaxofonist Wilbert 'Lee Diamond' Smith voor Vee-Jay Records. In 1967 verscheen de laatste single The World Famous Upsetters van de oorspronkelijke band.

### The Crown Jewels and the Royal Guard
Toen Little Richard in 1964 ook in de Verenigde Staten weer rockmuziek begon te spelen, stelde hij uit oude metgezellen en nieuwe begeleidingsmuzikanten een liveband samen, die eerst weer als Upsetters speelden. Later hernoemden ze de bandnaam in The Crown Jewels en The Royal Guard, vanwege de indruk die de wachtposten van Buckingham Palace bij hen hadden achtergelaten tijdens hun Britse tournee in 1963 en 1964. De bezetting van deze band, waaronder enkele als Royal Guard geklede figuranten, wisselde voortdurend. Tussen januari en december 1965 speelde de toen onbekende gitarist Jimi Hendrix (als Jimmy James) bij de formatie en werkte mee bij de ondergewaardeerde ballade I Don't Know What You've Got But It's Got Me (november 1965) van Little Richard. Daarna werd hij ontslagen, omdat hij de tourneebus had gemist.

### The Chuck Connors Upsetters
Tijdens de jaren 1980 startte de originele drummer van The Upsetters Charles 'Chuck' Connors een revival van The Upsetters onder zijn eigen naam. In 1987 speelde de formatie op een plaat van de r&b-pionier Willie Egan.

## Discografie

### Little Richard met the Upsetters
Specialty Records
- 1956: Heeby-Jeebies / She's Got It (alleen B-kant)
- 1957: Lucille / Send Me Some Lovin′ (alleen A-kant)
- 1957: Keep A-Knockin′ / Can't Believe You Wanna Leave (alleen A-kant)
- 1958: True, Fine Mama / Ooh! My Soul (alleen B-kant)
- 1958: I′ll Never Let You Go / Baby Face (alleen A-kant)
- 1958: She Knows How To Rock / Early In The Morning
- 1959: Whole Lotta Shakin' Goin' On / Maybe I'm Right (alleen A-kant)

### Grady Gaines' Upsetters
- 1958: The Upsetter / The Strip (Falcon)
- 1960: Rolling On / Blues (Gee)
- 1960: Jay Walking′ / Steppin' Out (Fire Records)
- 1962: Tater Machine / Let's Get A Thing Going (Little Star)
- 1962: Yes It's Me (I'm In Love Again) / Every Night About This Time (Little Star)
- 1963: Valley Of Tears / Freedom Ride (Little Star)
- 1967: K.P. / Cabbage Greens (Sound of Soul)

### Chuck Connors Upsetters
- 1984: I Got It / Don′t You Just Know It (Keep A-Rockin' Records)
- 1984: Kiss My Love / Downtown Bus (Keep A-Rockin' Records)
- 1984: File Gumbo / Bonnie Moronie (Keep A-Rockin' Records)

### Lee Diamond met the Upsetters
- 1957: Mama Loochie / Hattie Malatti (Vee-Jay Records)